# Babugarh
Babugarh là một thị xã và là một nagar panchayat của quận Ghaziabad thuộc bang Uttar Pradesh, Ấn Độ.

## Địa lý
Babugarh có vị trí 28°43′B 77°51′Đ / 28,72°B 77,85°Đ Nó có độ cao trung bình là 200 mét (656 foot).

## Nhân khẩu
Theo điều tra dân số năm 2001 của Ấn Độ, Babugarh có dân số 5938 người. Phái nam chiếm 53% tổng số dân và phái nữ chiếm 47%. Babugarh có tỷ lệ 64% biết đọc biết viết, cao hơn tỷ lệ trung bình toàn quốc là 59,5%: tỷ lệ cho phái nam là 74%, và tỷ lệ cho phái nữ là 53%. Tại Babugarh, 15% dân số nhỏ hơn 6 tuổi.